# فرانسیس نلسون (زاده ۱۸۵۹)
فرانسیس نلسون (انگلیسی: Francis Nelson; ۱۸۵۹ –  ۱۴ آوریل ۱۹۳۲) ورزشکار، روزنامه‌نگار، ویراستار ورزشی اهل کانادا بود.
وی همچنین برندهٔ جوایزی همچون تالار افتخارات هاکی شده‌است.
نلسون در سال ۱۸۵۹ در همیلتون، انتاریو به دنیا آمد و در آوریل ۱۹۳۲ بر اثر سکته قلبی در یک کشتی بخار در کانال پاناما درگذشت.
در سال ۱۹۳۳، دبیلیو. اِی. فرای، عضو کمیته المپیک کانادا، کتابی را برای دستاوردهای ورزشی کانادایی‌ها در بازی‌های المپیک زمستانی ۱۹۳۲ و بازی‌های المپیک تابستانی ۱۹۳۲ منتشر کرد و آن را به نلسون تقدیم کرد.